# Río Pacual
Der Río Pacual ist ein ca. 65 km langer linker Nebenfluss des Río Guáitara im Departamento de Nariño im Südwesten von Kolumbien. 

## Flusslauf
Der Río Pacual entspringt an der Nordflanke des 4070 m hohen Vulkans Azufral, im Süden der kolumbianischen Westkordillere. Der Río Pacual fließt anfangs in nordnordöstlicher Richtung entlang der Ostflanke der Westkordillere. Ab Flusskilometer 47 folgt die Fernstraße I-17 (Túquerres–Los Andes) dem Flusslauf bis zu der Stadt Samaniego, die 30 km oberhalb der Mündung liegt. Auf den letzten 14 Kilometern wendet sich der Fluss in Richtung Nordosten. Schließlich mündet der Río Pacual 5 km ostnordöstlich von Sotomayor in den Río Guáitara, 12 km oberhalb dessen Mündung in den Río Patía.

## Einzugsgebiet
Das Einzugsgebiet des Río Pacual umfasst etwa 560 km². Es liegt an der Ostflanke der Westkordillere. Im äußersten Süden liegt der Vulkan Azufral. Im Osten wird das Einzugsgebiet von einem bis zu 2738 m hohen Gebirgskamm vom Flusstal des Río Guáitara getrennt.